# (72) Ferònia
Feronia és l'asteroide núm. 72 de la sèrie, descobert el 29 de maig del 1861 a Clinton (EUA) per en Christian Heinrich Friedrich Peters (1813-1890). És un asteroide força gran i fosc del cinturó principal. El seu nom es deu a Feronia, la deessa de la fertilitat de la mitologia romana.
1. 1 2 3 4 5  «JPL Small-Body Database». [Consulta: 16 octubre 2023].
2. ↑  Afirmat a: Minor Planet Center Database.
3. ↑  «JPL Small-Body Database». [Consulta: 23 gener 2024].
4. ↑  Afirmat a: Dictionary of Minor Planet Names (sisena edició revisada i ampliada). Pàgina: 20. Editorial: Springer Science+Business Media. Llengua del terme, de l'obra o del nom: anglès.
5. 1 2 3 4 5 6 7 8  «JPL Small-Body Database». [Consulta: 4 desembre 2024].
6. ↑  «JPL Small-Body Database». [Consulta: 4 novembre 2024].